# Jit Narain
Jit Narain (Livorno, 7 augustus 1948 – Paramaribo, 21 februari 2024), pseudoniem van Djietnarainsingh Baldewsingh, was een Surinaams arts, voordrachtskunstenaar, dichter en Sarnami-activist.

## Leven en werk
Baldewsingh studeerde medicijnen in Leiden, waartoe hij in 1969 naar Nederland ging. Hij was een fel voorvechter van de emancipatie van het Sarnami, de taal van de Surinaamse hindoestanen. Samen met Theo Damsteegt schreef hij een leerboek-Sarnami. In zijn poëzie bezingt Narain de voorouders die van India kwamen en zich als landbouwende klasse uit de modder omhoog wisten te werken; vergelijk de titel van zijn debuutbundel Dal Bhat Chatni [Gele erwten, rijst, chutney] (1977). Voorts was de tweede emigratie (naar Nederland) en het gevoel van ontworteling dat daaruit ontsproot een constante in zijn poëzie: Jatne ujjar joti otone gahra jhalka/ Hoe blanker het licht hoe dieper de blaren (1981). Narain was befaamd om zijn ruzies met pandits en stelt zich strijdbaar op: Hinsa-parsad/ Geweld loont (1980). Orthodoxe en traditionalistische gelovigen streek hij met zijn opvattingen over geloofskwesties tegen de haren in. Zijn rijpste werk onttrok zich meer en meer aan het anekdotische, maar is dankzij de metafora sterk beeldend gebleven: Wie wil wonen op de oever/ Waarom koerst hij naar de zee/ Mange ghat pe jiwan jhele/ Kahen naw samundar khewe (1984), Waar Ben Je Daar/ Bate huwan tu kahan (1987), Agni ke yad, yad ke rakhi/ Ter herinnering aan Agni, de as van de herinnering (1991) en Tussen de woorden is het stil (1995). In 1988 verscheen zijn verzamelde poëzie in het Devanagari in lndia. In 2004 volgde, ook in India, Dosti ke cáh/Wat vriendschap verlangt/What friendship desires. In 2017 kwam  Rahan/Bestaan uit.
Jit Narain was een goed voordrachtskunstenaar en bracht ook een grammofoonplaat uit. In 1987 kreeg hij voor zijn verdiensten voor het Sarnami de eerste Rahmān Khān-prijs. Sarnami is ook de naam van het blad dat hij van 1982 tot 1986 uitgaf en grotendeels alleen volschreef. Zijn beperkte aantal prozaschetsen is veelal poëtisch van aard ('Aja' in Verhalen van Surinaamse schrijvers, 1989).
In 1991 ging Jit Narain definitief terug naar zijn geboorteland, waar hij in het district Saramacca een polikliniek opende. Op 8 april 2006 werd achter die kliniek een sociaal centrum geopend dat een bibliotheek, een filmzaal, een cybercafé, een zwembad en logeerruimten herbergt. Alles werd grotendeels door Narain bekostigd.
In 2004 maakte John Albert Jansen over Narain het televisieportret De as van de herinnering.
In 2021 verscheen bij uitgeverij In de Knipscheer een ruime bloemlezing uit zijn werk onder de titel Een mensenkind in niemandsland, samengesteld door Michiel van Kempen en Effendi Ketwaru en met een inleiding van Geert Koefoed en Satya Jadoenandansing.

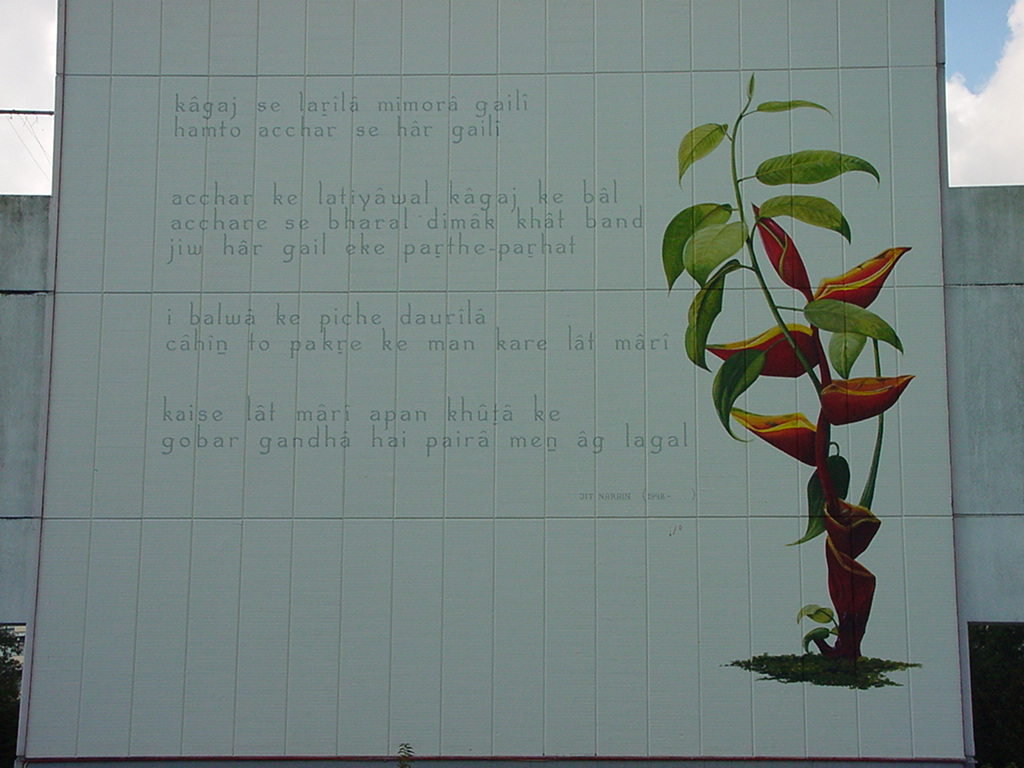
Muurgedicht van Narain in het kader van het project Gedichten op muren van de Stichting TEGEN-BEELD, aangebracht op een muur in Leiden.

## Jit Narain Cultuurprijs & Jit Narain Lezing
In 2018 werd voor een prijs voor Sarnámi cultuur ingesteld, vernoemd naar Jit Narain. Deze Jit Narain Cultuurprijs werd ingesteld door een groep Sarnámi activisten in Den Haag. De eerste maal ging de prijs, bestaande uit een bronzen beeldje van een contractarbeider, een geldbedrag van 5.000 euro en een oorkonde, naar Jit Narain. De prijs werd uitgereikt door de Haagse burgemeester Pauline Krikke in de Nieuwe Kerk van Den Haag. Bij die gelegenheid werd ook de eerste Jit Narain Lezing gehouden, door prof. Michiel van Kempen. De tekst ervan, alsook het co-referaat van Jit Narain verschenen ook in druk onder de titel Herinneren, verbeelden, begrenzen; 150 jaar Hindostanen hier en daar. Bij deze gelegenheid verscheen bij uitgeverij In de Knipscheer een herziene druk van Narains dichtbundel Waar ben je daar/ Báte huwán tu kahán, de eerste in Nederland uitgebrachte bundel van Narain sinds 1986.

### Laureaten
- 2018: Jit Narain[7]
- 2019: Toneelgroep Rahemalbuiten: mevrouw Shantidebie Matai en de heren Pradiep Dodah en Jitender Ladi.[8]
- 2020-2021: Geen uitreiking
- 2022: Soender Hira, pionier van de dans ahirwá ke nác[9]
- 2024: Kries Ramkhelawan, vanwege zijn inzet voor de Baitak Gana-muziek.[10]

## Prijzen
- 1987: Rahman Khan Prijs
- 2002: Oorkonde Indiase Ambassade Paramaribo Suriname
- 2002: Ridder in de Orde van de Gouden Palm
- 2003: The Indian Diaspora Award (Wereld Hindi Conferentie)
- 2017: Henri Frans de Ziel Cultuurprijs (Trefossaprijs)
- 2018: eerste Jit Narain Cultuurprijs